# Zodwa Nsibande
Zodwa Nsibande (Hlalakahle, KwaZulu Natal, 1984) es una activista sudafricana que lucha por el derecho a la vivienda en los asentamientos informales de la corona metropolitana de Durban. Es la Secretaria General de la liga juvenil de Abahlali baseMjondolo.

## Trayectoria
Nsibande nació en Hlalakahle, situado en la Provincia de KwaZulu-Natal en 1984. Debido a la situación de violencia durante la época del apartheid se trasladó a una zona más segura, uno de los distritos del área metropolitana de Durban, eThekwini. Cuando tenía 18 años, su madre perdió el trabajo y se trasladaron de un barrio de clase media a un asentamiento informal en Kennedy Road. En este asentamiento viven unas 10.000 familias que disponen de 54 aseos comunitarios. Nsibande tuvo que adaptarse a vivir sin agua caliente, sin electricidad y buscar alternativas a la escasez de aseos. Allí vivía con su madre y tres hermanos. En el 2001, las autoridades dejaron de suministrar electricidad a los asentamientos informales, por lo que utilizaban estufas de parafina y velas, causantes de incendios frecuentes.
En 2006, Nsibande sufrió graves quemaduras en un incendio producido por un accidente con la estufa, en la cabaña familiar del asentamiento comunitario en el que vive, en Kennedy Road. Tuvo que estar hospitalizada durante seis meses y fue sometida a varios injertos de piel y dejó de estudiar. Poco después, un bebé murió en un incendio y promovieron la Operación Khanyisa, por la que cogían electricidad de las farolas. Con la llegada de la electricidad, Nsibande retomó sus estudios.
En 2009, tuvo que esconderse tras amenazas y ataques contra ella y varios otros líderes de Abahlali baseMjondolo. Criticó el impacto de la Copa Mundial de Fútbol de 2010 de la FIFA en los habitantes de los asentamientos informales de Durban. Fue la primera vez que se disputaba esta competición de fútbol en África y se celebró del 11 de junio al 11 de julio en Sudáfrica. Está implicada en el movimiento Abahlali baseMjondolo como la mujer más joven, desde el que reivindica la dignidad de las personas que viven en los asentamientos informales, así como da ejemplo para que las mujeres participen en la reivindicación de cambios sociales.

## Documentales
- A Living Politics (in Howick) por Elkartasun Bideak, 2009
- From the Shacks to the Constitutional Court por Dara Kell y Christopher Nizza, 2008
- A Place in the City Archivado el 10 de julio de 2020 en Wayback Machine. por Jenny Morgan, 2008
- Dear Mandela (enlace roto disponible en Internet Archive; véase el historial, la primera versión y la última). por Dara Kell & Christopher Nizza, 2008
- The Right to Know: The Fight for Open Democracy in South Africa por Ben Cashdan, 2007
- Breyani & the Councillor por Sally Gilles and Fazel Khan, 2006